# مجهر

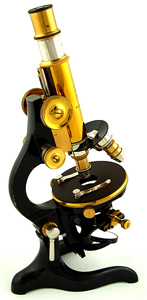
مجهر ضوئي ماركة لايتز من عام 1909

المِجهَر (الجمع: مَجَاهِر) أو الميكروسكوب (بالإنجليزية: Microscope)‏ هو جهاز لتكبير الأجسام الصغيرة التي لا يمكن رؤيتها بالعين المجردة أو لإظهار التفاصيل الدقيقة للأشياء من أجل اكتشاف تكوينها ودراستها، والعلم المهتم باستكشاف الأجسام الصغيرة أو التفاصيل الدقيقة للأشياء بواسطة المجهر الأجهزة يسمي «علم المجهريات»، وكلمة «مجهرية» أو «مجهري» تستخدم لوصف الشيء الذي لا يمكن رؤيته إلا بمساعدة المجهر، والمجهر أحد الأجهزة الأوسع استخداماً في علم الأحياء، ويستخدمه علماء الأحياء لدراسة الكائنات الحية والخلايا وأجزائها الصغيرة التي لا يمكن رؤيتها بالعين المجردة.
وهناك أنواع كثيرة من المجاهِر، وأكثرها شيوعاً وأقدمها اكتشافاً هي المجاهِرُ البصرية أو الضوئية التي تعتمد علي استخدام خصائص الضوء في تكبير الأجسام أو إظهار تفاصيلها الدقيقة ومكوناتها، ومن المجاهر الضوئية ما هو بسيط وما هو مركب.
أما المجهر البسيط فهو عبارة عن أي جهاز فيه مرحلة واحدة فقط من مراحل تكبير الصورة - وهذا يعني، منظومة واحدة فقط من العدسات، والتي قد تتكون من عدسة واحدة فقط أو مجموعة عدسات مرتبطة بعضها في نظام عمل وظيفي. ولهذا فإن أدوات بصرية كثيرة مثل العدسة المكبرة و نظارات القراءة وعدسة الجواهرجي تعتبر مجاهر بسيطة وبفضلها نحصل على صورة مكبرة للجسم.
و أما المجهر المركب فيتكون على الأقل من منظومتين مختلفتين ومنفصلتين من العدسات. المنظومة الأولي هي عبارة عن عدستين أو مجموعة من العدسات يتم توجيهها نحو الجسم المراد تكبيره وتقوم بتكوين صورة حقيقية مكبرة للجسم أعلي بؤرة المنظومة الثانية من العدسات. و تقوم المنظومة الثانية وهي تتكون في الغالب من عدستين علويتين بزيادة تكبير صورة الجسم الحقيقية التي كونتها المنظومة الأولى. في هذا النوع من المجاهِر أو المجاهر يتم تركيب أنظمة العدسات بحيث نحصل على صورة مكبرة جداً. لرؤية الصورة المكبرة يمكن للمشاهد تغيير المسافة بين منظومتي العدسات للحصول على أوضح صورة.
حتى وقت قريب، كانت المجاهر أو المجاهر الضوئية هي الأجهزة المجهرية الوحيدة المستخدمة في تكبير واختبار العينات. و لكن مع تطور العلوم والتقنيات الحديثة ظهرت أنواع أخرى حديثة من المجاهر أو المجاهر غير ضوئية، وتعتمد علي أنواع أخرى من الإشعاعات مثل أشعة إكس، أو حزمات من الأيونات أو الإلكترونات. هذه الأجهزة الحديثة لها قدرات علي التكبير والتحليل أعلي بكثير من المجاهر الضوئية حتي أن بعض الأنواع تستطيع رؤية وتصوير الجزيئات والذرات كوحدات منفردة.
وتكمن سر تلك الأنواع الجديدة مثل استخدام أشعة إكس أو استخدام الإلكترونات في أن طول موجاتها أقصر كثيرا من طول موجة الضوء المرئي مما يجعلها «ترى» الأشياء الشديدة الصغر. إنّ تطوير أدوات وتقنيات جديدة يمكّن العلماء من كشف أعمق أسرار الحياة. و لكن لا تزال المجاهر الضوئية تستخدم علي نطاق واسع في البحث والتعليم لفاعليتها وسهولة إستخدامها ورخص ثمنها مقارنة بالأنواع الأخرى

## نبذة تاريخية عن علم المجهريات

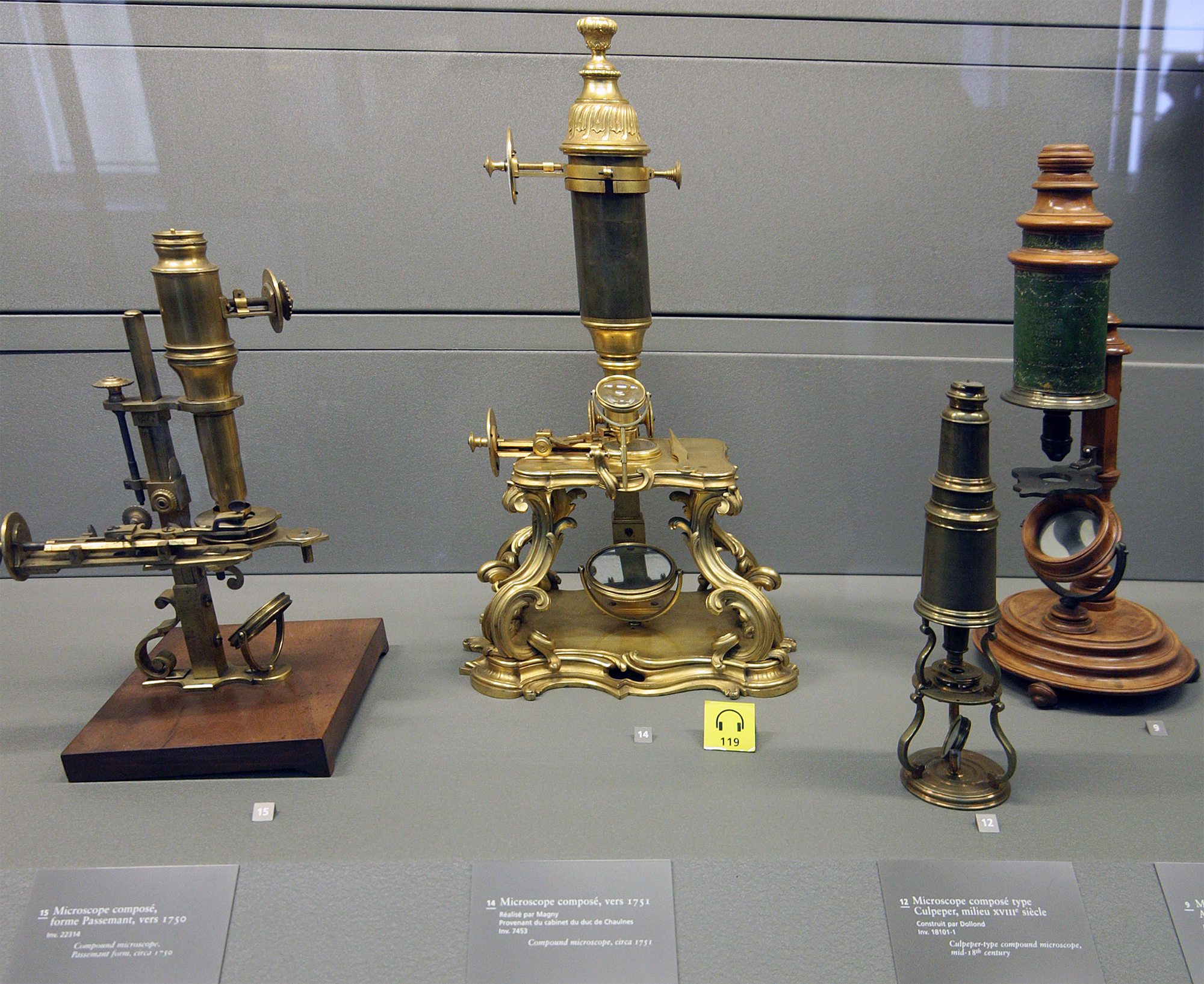
مجاهر من القرن الثامن عشر في متحف الفنون والحرف، باريس

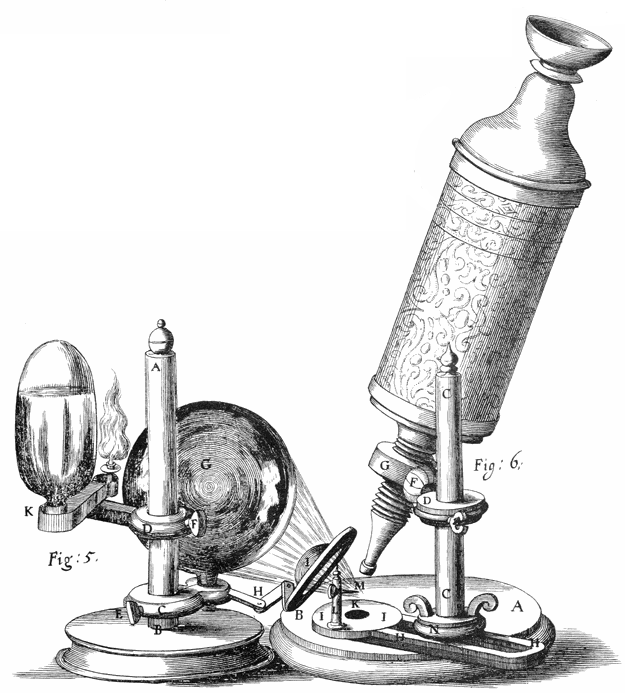
مجهر هوك، كما يظهر في رسومات كتاب «الميكروجرافيا»

ربما ترجع بداية علم المجهريات إلي عصور ما قبل التاريخ، عندما التقط إنسان بدائي ما قطعة مستديرة من البلور الصخري أو الزجاج البركاني ولاحظ أنها تكبر الأشياء. لقد حاول الإنسان منذ آلاف السنين أن يطور قدرته علي الرؤية بواسطة أدوات لتكبير الأشياء التي يراها. فقام النحاتون القدماء في حضارات الشرق الأوسط القديمة بملء كرات زجاجية بالماء لتكبير المنحوتات. كما كانت تستخدم كرات من البلورات الصخرية لنفس الغرض. ولقد كانت عدسات القراءة البسيطة شائعة في عصر الإمبراطورية الرومانية. و في العصور التي تلت تلك الفترة كان التطور في هذا المجال بطيئاً، ومع ذلك أصبحت صناعة صقل العدسات من الفنون المتقدمة في نهاية القرن السادس عشر.
و في نهاية القرن السادس عشر من الميلاد، تحديداً في سنة 1590، حدثت أول طفرة علمية في هذا المجال عندما استطاع صناع العدسات الألمان أن يركبوا عدة عدسات في أنبوب بنظام معين لصنع أول مجهر مركب يعرفه البشر.ترجع كثير من المصادر هذا الفضل لإثنين من صانعي العدسات: هانس لبيرشي وزكريا جانسين. و كان أول من صاغ اسم « ميكرو سكوب» أو «مرناة الصغائر» على المجهر هو الطبيب الألماني جيوفاني فابر في 1625 لوصف المجهر المركب الخاص بالعالم الإيطالي جاليليو الذي كان قد أطلق عليه اسم «العين الصغيرة».
ويعتبر تقرير «عين الذبابة» في سنة 1644، هو أول تقرير مفصل مبني علي ملاحظات بالمجهر عن التركيب الداخلي للأنسجة الحية. و بحلول عقود 1660 و 1670 أصبح المجهر يستخدم في إيطاليا وهولندا وإنجلترا بكثافة في البحث العلمي والدراسة. و في العام 1665، قام العالم الأنجليزيّ روبرت هوك مكتشف «الخلية» في علم الأحياء، بنشر كتاب عن مشاهداته ونتائج تجاربه بالمناظير المجهرية والفلكية، وكان له تأثيرا كبيرا في التعريف بالمجهر. كان اسم الكتاب «الميكروجرافيا»، وكان يحتوي على رسومات إيضاحية مثيرة للإعجاب، منها رسم توضيحي لمجهر بدائي كان يستخدمة هوك يشبه المجهر المستعمل في المعامل اليوم. ثم جاءت أكبر مساهمة في هذا المجال بعد ذلك من أنطوني فان ليفينهوك الذي اكتشف كريات الدم الحمراء والحيوانات المنوية وساعد في تعميم المجهريات كأسلوب في البحث والدراسة. ففي 9 أكتوبر سنة 1676، أعلن فان ليفينهوك عن اكتشاف الكائنات الدقيقة.
و يتطور علم المجهريات في هذا الزمان بخطوات سريعة أكتر من أي وقت مضي، ففي سنة 1893 قام أوجوست كوهلر بوضع تقنية رئيسية لإضاءة العينات، تسمي «إضاءة كوهلر»، والتي تعتبر من أساسيات المجهر الضوئي الحالي. ذلك لأن هذه الطريقة تنشر في العينة إضاءة متساوية للغاية وتتغلب على العديد من محددات التقنيات القديمة في إضاءة العينات. و في سنة 1953 منحت جائزة نوبل في الفيزياء لفريتز زرنيك لتطويره تقنية جديدة لإضاءة العينات، وهي تقنية لتحسين تباين العينات الشفافة بتغيير طور موجات الضوء في ما يسمي ب«مجهر تباين الطور» (بالإنجليزية: Phase Microscope). كما قام جورج نومارسكي في سنة 1955 بتطوير تقنية أخرى لإضاءة العينات الشفافة اعتماداً علي تداخل موجات الضوء في ما يعرف ب «مجهر التداخل التبايني» (بالإنجليزية: Differential Interference Microscope).

## التقنيات الحديثة وتوسيع دائرة الإبصار

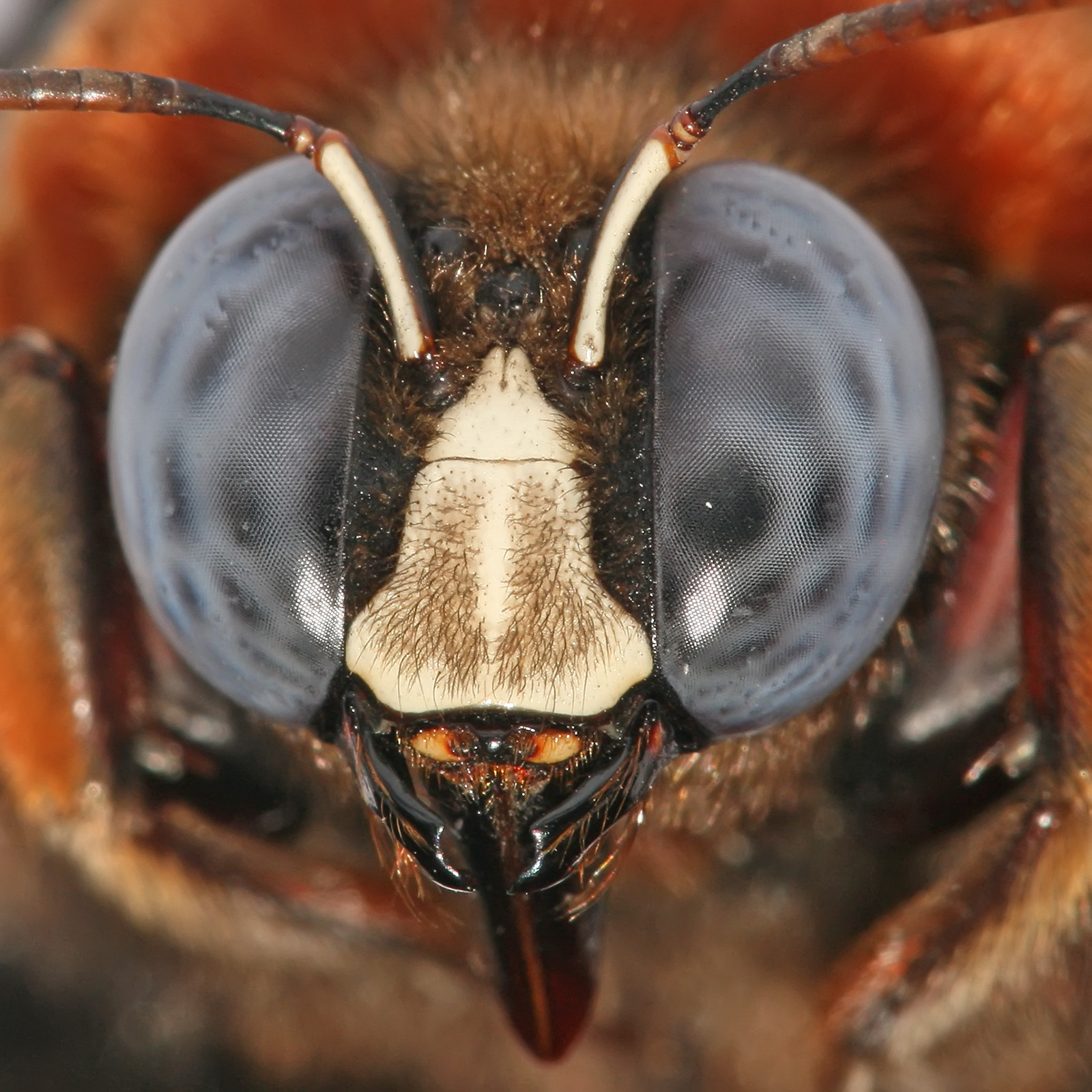
عينان مركبتان لنحلة كما تـُرى بمجهر بسيط.

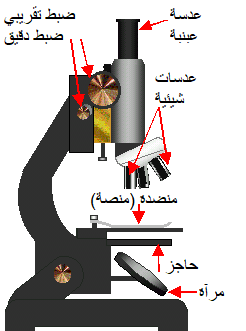
رسم تخطيطي لمجهر.

ولقد ساهمت هذة الاكتشافات والتقنيات الحديثة المعتمدة على الموجات الكهرومغناطيسية (موجات الضوء) في توسيع دائرة الإبصار فأبصرنا ما لم نكن نبصره، فكم من الكائنات الدقيقة كانت مغيبة عنا حتى وقت قريب حينما تم اكتشاف المجهر الضوئي في القرن السابع عشر من الميلاد وأبصر الإنسان ما لم يكن يبصره من خلايا البكتريا والطحالب والفطريات وأصبح يرى كيف تتغذى وتتكاثر وكيف تغزو الميكروبات أجسامنا وكيف تتصدى لها كريات الدم البيضاء والتي تمثل عنصرا رئيسيا في جهاز المناعة ورأى الإنسان في الأعضاء من أنسجة وكيف تتكون الأنسجة من خلايا وجاء المجهر الإلكتروني فإذا به يأخذ البصر إلى أفاق جديدة تماماً ويرى العلماء مكونات الخلية والحمض النووي (دنا) والجينات الوراثية والذي أعطى عمقاً في فهم علم الوراثة وتطبيقاته في علم الهندسة الوراثية.
ومن العجب أن المجهر الإلكتروني يستخدم أدق ما لا نبصر وهو الإلكترون ليرينا أدق مالا نبصر من مكونات الخلايا ووظائفها. ولا ننسى في هذا المقام التطور الهائل في التلسكوبات الفضائية والتي مكنت الإنسان من أن يبصر الأجرام السماوية البعيدة ويرى تفاصيل النجوم والكواكب. بل ووطئت قدم الإنسان سطح القمر فرآه رأي العين وتفحص أرضه وأمسك بتربته وسيرت المركبات الفضائية تستكشف غرائب الكون وعجائبه وتنقل لنا صوراً تراها أعيننا لم تبصرها أعين السابقين.

أما عن المناظير الضوئية الطبية (المنظار الداخلي) فقد تمكن الإنسان من أن يطوع الضوء ليسير في مسارات متعرجة باستخدام الألياف الضوئية بداخل هذه المناظير. وأمكن له بذلك رؤية أدق تفاصيل أجهزة الجسم المتعددة وأحدث ثورة في التشخيص المبكر للأمراض والأورام وإجراء أدق الجراحات اللازمة بدون مضاعفات، وأمكن إدخال مناظير 

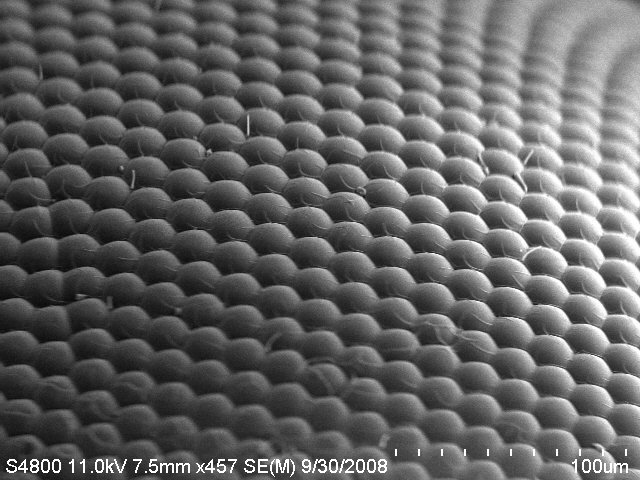
صورة العين المركبة للذبابة المنزلية ؛ صورة بالمجهر الإلكتروني الماسح.

 دقيقة داخل الرحم لتصوير مراحل التطور للجنين منذ نشأته وساعد على فهم أشياء وحقائق في علم الأجنة ما كنا نراها من قبل.
ومما لم نكن نبصر أيضاً أموراً كانت تحدث في أزمنة شديدة الصغر كاتحاد جزيئات المواد فبالرغم من أمكانية رؤية الجزيئات الصغيرة مثل جزيئات المواد باستخدام المجهر فإن تفاعل الجزيئات لتكوين جزيئات جديدة كان مما لا نبصر لفرط سرعته ويأتي الوقت الذي يبصر الإنسان هذا الحدث الفريد أيضاً وذلك باستخدام ما يشبه (الكاميرا) تعمل بأشعة الليزر في زمان متناه في الصغر يبلغ 10-15 من الثانية وهو ما يسمى (الفمتو) ثانية وهو الاكتشاف العلمي للعالم أحمد زويل الحائز على جائزة نوبل في الكيمياء سنة 1999م، وهو فتح جديد نبصر به ما لم نبصر من قبل من ملايين التفاعلات التي تحدث بين جزيئات المواد المختلفة.

## نبذة عن المجاهر الضوئية

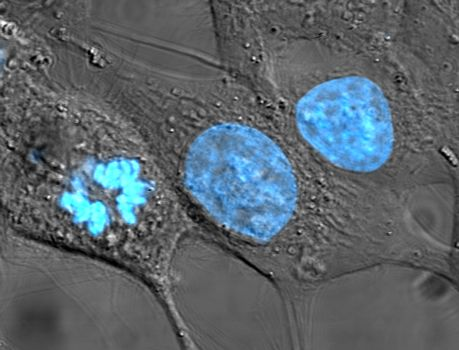
خلايا سرطان من جسم بشري، وقد لوّنت أنويتها بمادة زرقاء. وتـرى الخلية إلى اليسار أنها تتحلل وتموت.(صورة بمجهر)

لرؤية الكائنات الحية الصغيرة والخلايا يستعمل علماء الأحياء عادة مجهراً ضوئياً مركباً (بالإنجليزية: Compound light microscope)‏ كما يظهر في الصورة أسفله. ولكي ترى بواسطة المجهر الضوئي المركب، توضع العينة على شريحة زجاجية، لكن يجب أن تكون العيّنة رقيقة بما يكفي لتصبح شفافة، أو أن تكون صغيرة جداً. توضع الشريحة التي تحمل العينة فوق فتحة في منضدة المجهر (6). ومن مصدر ضوء، كمرآة أو مصباح مثبت في القاعدة، يوجَّه الضوء إلى الأعلى (7) و (8). يمر الضوء عبر العينة وعبر العدسة الشيئية (3) (بالإنجليزية: Objective lens)‏ الموضوعة مباشرة فوق العيّنة، فتكبر العدسة الشيئية تلك العينة. بعد ذلك تسقط الصورة المكبرة عبر القصبة (بالإنجليزية: Body tube)‏ على العدسة العينية (1) (بالإنجليزية: Ocular lens)‏ المثبتة في قطعة العين (بالإنجليزية: Eyepiece)‏ حيث تكبر أكثر، وتراها عين المشاهد.
تحتوي معظم المجاهر الضوئية على مجموعة عدسات شيئية ذات درجات تكبير مختلفة. يمكن اختيار عدسة وتركيزها في حقل الرؤية عبر إدارة القطعة الأنفية Nosepiece. تقوم العدسة الشيئية الكبرى في مجهر ضوئي مركب ونموذجي بتكبير صورة لتبلغ 40 ضعفاً للحجم الأصلي للعينة. يسمى عامل التكبير هذا قدرة التكبير للعدسة الشيئية، والتي يرمز إليها في هذه الحالة بـ 40× (× تعني عدد مرات التكبير) ومن ناحية أخرى تكبر العدسة العينية العينة 10 مرات (10×). ولاحتساب قدرة تكبير المجهر، يجب ضرب قدرة تكبير العدسة الشيئية الكبرى (40× في هذه الحالة) في قدرة تكبير العدسة العينية (10×). يكون الحاصل قدرة تكبير إجمالية تساوي 400×.

### أجزاء المجهر المركب

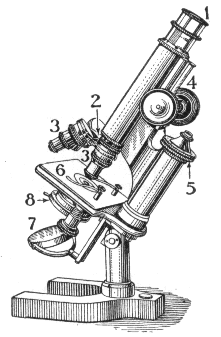
أجزاء مجهر

مسار الضوء في مجهر ضوئي لتكوين الصورة. العيّنة إلى اليسار وإلى اليمين كاميرا لتسجيل الصورة؛ أو يمكن مشاهدة الصورة المكبرة بالعين بدلا من الكاميرا عند fE.

- عدسة عينية (1)وهي مثبتة في الطرف العلوي للأسطوانة المعدنية الموجودة في أعلى جزء من المجهر ومن خلال هذه العدسة تنظر العين إلى الداخل لرؤية العينة المراد فحصها.
- عدسة شيئية (3) وهي مثبتة على قرص متحرك بالطرف السفلي للأسطوانة المعدنية وتكون قريبة من الشيء المراد تكبيره. المجهر في الصورة مزود بثلاثة عدسات شيئية، يمكن اختيار إحداها؛ العدسة الشيئية تكون قريبة من العيّنة ولذلك سميت بالعدسات الشيئية ؛ ويتراوح عدد هذه العدسات الشيئية بين 2 - 4 عدسات وتتدرج في قوة تكبيرها.
- ضابطان (4) أحدهما للضبط التقريبي والآخر للضبط الدقيق يمكن تدويرهما لرفع أو خفض العدسات عن العينة المدروسة لتوضيحها بعد اختيار قوة التكبير المطلوبة بأي من العدسات الأربع.
- منضدة (منصة) (6) مسطح مستو ويمكن رفعه أو خفضه أو يكون ثابتا وفي وسطه توجد فتحة وماسكان معدنيان لتثبيت الشريحة الزجاجية التي توضع عليها العيُنة المطلوب تكبيرها.
- مرآة (7) وتوجد في أسفل المنضدة ووظيفتها توجيه الضوء لينفذ من فتحة المنضدة ويسلط على العينة المثبتة على الشريحة. وهناك بعض المجاهر تكون مزودة بمصباح كهربائي بدلا من مرآة.
- المكثف (8) وظيفتة تكثيف وجعل الضوء حزمة واحدة وتسليطة على العينة التي تكون رقيقة، حتى تتخللها الأشعة وتسقط على العدسة الشيئية.

## نبذة عن المجاهر الإلكترونية

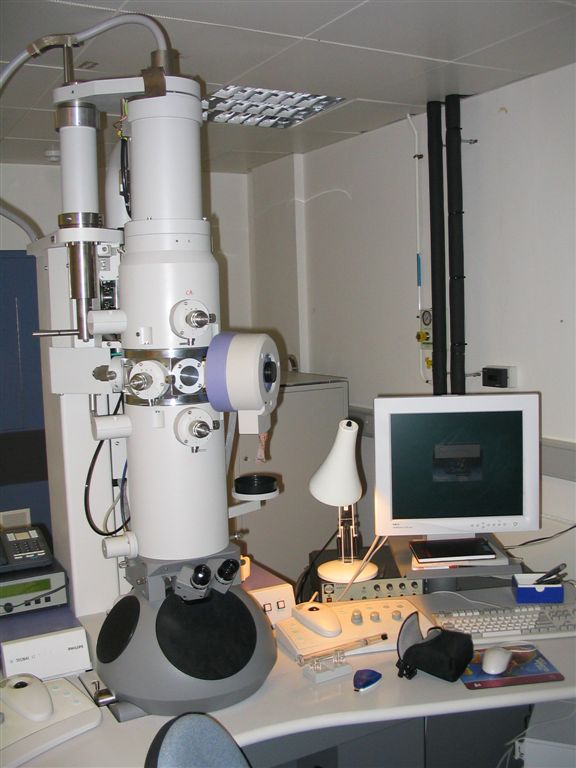
المجهر الإلكتروني النافذ

تحدد خصائص الفيزيائية قوة التمييز لدى المجاهر الضوئية. فإذا تجاوزت قدرة التكبير 2000× تصبح صورة العينة غير واضحة أو ضبابية. لفحص عينات أصغر من الخلايا، كصبغيات الخلايا أو الفيروسات، قد يختار العلماء واحداً من بضعة أنواع من المجاهر الإلكترونية. في المجهر الإلكتروني تقوم حزمة من الإلكترونات بالتصوير بدلا من شعاع الضوء، وإعطاء صورة مكبرة للعينة. ذلك لأن الإلكترونات لها خاصية الموجات، وطول موجتها أصغر كثير من طول موجة الضوء المرئي. ولهذا فإن المجاهر الإلكترونية أقوى بكثير من المجاهر الضوئية، لأنها تستخدم الخاصية الموجية للإلكترونات، ويمكنها بذلك عن طريق التحكم في طول موجتها الحصول على صور أدق لمكونات الأشياء المجهرية. ( يجب أن تكون طول موجة الشعاع المستخدم أصغر من مقاييس الشيء المراد فحصه بالمجهر وإلا لا ينجح الفحص، ولهذا يستعين العلماء بالمجهر الإلكتروني حيث أن طول أشعته أقصر من طول أشعة الضوء المرئي؛ ويستغلوه في المجالات التي لا يقوى عليها المجهر الضوئي.)
يلزم للحصول على صورة مكبرة واضحة أن تكون طول موجة الأشعة المسلطة على الشيء أصغر من قياساته، لهذا يحدد طول موجة الضوء (طول موجة الضوء المرئي بين 380 نانو متر و 750 نانومتر ) أما طول موجة شعاع الإلكترونات فيمكن التحكم فيه وتصغيرها إلى 3 نانومتر مثلا. بذلك نحصل بواسطه على صور أدق وتكبيره يصل مليون مرة.
ويمكن لبعض المجاهر الإلكترونية أن تظهر حتى محيط ذرّات منفصلة في إحدى العينات.

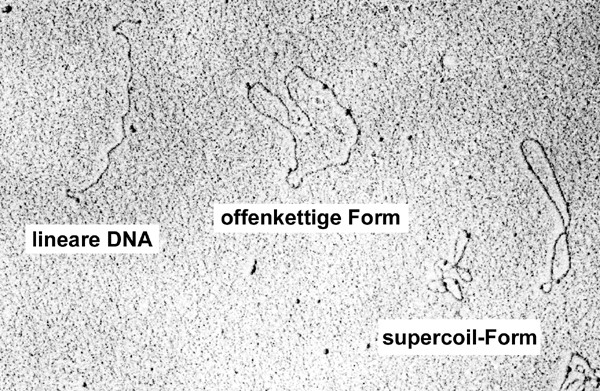
بلازميد دنا (أجزاء من الدنا) في أشكال مختلفة كما يراها تلسكوب إلكتروني نافذ. (التكبير 60.000× / 80 kV)

يقوم المجهر الإلكتروني النافذ (م.أ.ن) بإرسال حزمة من الإلكترونات عبر شريحة العينة رقيقة جداً، في الوقت الذي تقوم فيه عدسات مغناطيسية بتجميع الأشعة الإلكترونية النافذة خلال العينة وتكبير الصورة وضبطها برؤيتها على شاشة فيديو أو لوح فوتوغرافي ؛ تنتج من هذه العملية صورة كتلك التي تراها في الصورة أ. يكبر المجهر الإلكتروني النافذ الأشياء حتى 200.000 مرة، لكن من سلبياته أنه لا يمكن استخدامه لمشاهدة العينات وهي حية.
أما المجهر الإلكتروني الماسح (م.أ.م) فيزودنا بصور مجسمة مدهشة كالتي تراها في الصورة ب. لا ضرورة لتقطيع العينة إلى شرائح من أجل رؤيتها من الداخل، إنما يكفي رشها بطلاء معدني رقيق. ترسل حزمة من الإلكترونات فوق سطح العينة، مما يدفع بالطلاء المعدني إلى إطلاق وابل من الإلكترونات نحو شاشة فلورية أو لوحة تصوير فوتوغرافي، فتعطي صورة لسطح الشيء. تستطيع المجاهر الإلكترونية الماسحة تكبير الأشياء حتى مليون مرة، إنما لا يمكن استخدامها لمشاهدة العينات وهي حية، كما هي الحال بالنسبة للمجهر الإلكتروني النافذ ن وذلك بسبب طاقة الإلكترونات العالية (كلما زادت طاقة الإلكترونات كلما قصرت طول موجة أشعتها).

## اقرأ أيضا
- مجهر إلكتروني
- مجهر إلكتروني ماسح
- مجهر ليزر ماسح
- مجهر بؤري
- مسدد
- المقياس المجهرى
- مجهر مسح نفقي
- عدسة شيئية